# Хисикава, Хана
Хана Хисикава (яп. 菱川 花菜 Хисикава Хана, род. 19 мая 2003 года, Токио, Япония) — японская сэйю.

## Биография
Хана Хисикава родилась 19 мая 2003 года в Токио. В начальной школе состояла в футбольной секции. На пятом году учёбы приняла участие в одной из театральных трупп, после чего захотела стать актрисой. Стала мечтать о карьере сэйю после просмотра аниме-сериала Magi (2012—2014).
В период учёбы в средней школе почти отказалась от карьеры сэйю, но её вдохновила целеустремлённость одной из одноклассниц. Поступила в школу по подготовке сэйю агентства Pro-Fit (яп. プロ・フィット声優養成所 Пуро-Фитто сэйю: ё:сэйдзё) во время учёбы в старшей школе. Впервые дебютировала в 2020 году с ролью безымянной девушки в аниме-сериале Moriarty the Patriot. 1 апреля 2021 года заключила контракт с агентством Pro-Fit, но в связи с его закрытием 31 марта 2022 года перешла в декабре 2021 года в агентство Raccoon Dog Нобухико Окамото.
В начале января 2022 года Хисикава получила свою первую главную роль — девочки-волшебницы Юи Нагоми/Кюа Прешес в аниме-сериале Delicious Party Pretty Cure, девятнадцатой части медиафраншизы Pretty Cure. В январе 2024 года была утверждена на роль Шастиль Лилквист в аниме-сериале An Archdemon’s Dilemma: How to Love Your Elf Bride, в марте этого же года — на роль Такахаси в Demon Lord 2099, а в мае — на роль Куруми Мирай в The Stories of Girls Who Couldn’t Be Magicians и Рэйрэн в Why Does Nobody Remember Me in This World?.

## Частичная фильмография

### Аниме-сериалы
2020
- Moriarty the Patriot — девушка

2021
- Aikatsu Planet! — ребёнок
- Farewell, My Dear Cramer — Куноги № 2
- SSSS.Dynazenon — ведущая прогноза погоды
- The Aquatope on White Sand — покупательницы
- The Saint’s Magic Power Is Omnipotent — горничная
- «Голубой период» — женщина

2022
- Black Summoner — Сютора Трайсен
- Delicious Party Pretty Cure — Юи Нагоми/Кюа Прешес[8]

2023
- Hirogaru Sky! Pretty Cure — Юи Нагоми/Кюа Прешес
- The Family Circumstances of the Irregular Witch — Виола (в детстве), Папа Голем
- «Восхождение Героя Щита» (третий сезон) — Виндия

2024
- A Sign of Affection — Мадока Сакурасэ
- An Archdemon’s Dilemma: How to Love Your Elf Bride — Шастиль Лилквист[9]
- Demon Lord 2099 — Такахаси[10]
- Let This Grieving Soul Retire! — Эклер Глэдис[13]
- Nina the Starry Bride — Мэа
- The Stories of Girls Who Couldn’t Be Magicians — Куруми Мирай[11]
- Why Does Nobody Remember Me in This World? — Рэйрэн[12]
- «Кайдзю № 8» — девочка, экзаменуемая, Риса

2025
- Backstabbed in a Backwater Dungeon — Надзуна[14]
- The Barbarian’s Bride — Серсея[15]
- The Shiunji Family Children — Минами Сиундзи[16]
- Turkey! — Маи Отонаси[17]

2026
- Goodbye, Lara — Лара[18]

### Аниме-фильмы
- 2022 — Delicious Party Pretty Cure the Movie: Dreaming Children’s Lunch! — Юи Нагоми/Кюа Прешес[19]
- 2023 — Pretty Cure All Stars F — Юи Нагоми/Кюа Прешес

### OVA/ONA
- 2021 — Given: Uragawa no Sonzai — ученица B
- 2024 — Duel Masters Lost: Gekka no Shinigami — Ниика[20]
- 2024 — Duel Masters Lost: Tsuioku no Suisho — Ниика[21]

### Компьютерные игры
2021
- Touhou Danmaku Kagura — Аки Сидзуха

2022
- Azur Lane — Хагуро[22]
- Monster Strike — Рикласс
- Quiz RPG: The World of Mystic Wiz — Юруру, Жан
- Sword Art Online: Unleash Blading — Сильви

2023
- Code Geass: Lelouch of the Rebellion Lost Stories — Бенио Акаги[23]
- Girl Friend Beta — Маюко Ёсикава (2-е поколение)
- Heaven Burns Red — Могами-сэмпай
- Shadowverse — Эон (Рука Судьбы), Хранительница контракта
- Takt Op. Unmei wa Akaki Senritsu no Machi o — Ла Кампанелла[24]